# Guerrita

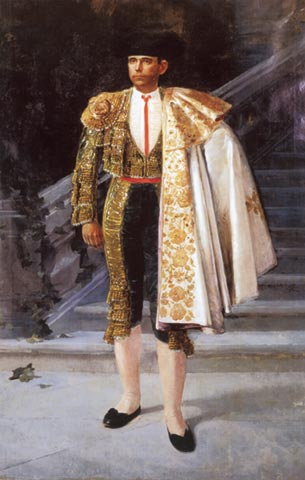
Guerrita

Rafael Guerra Bejarano (bijnaam: Guerrita), (Córdoba, 6 maart 1862 - aldaar, 21 februari 1941) was een Spaanse torero. Vanaf 1887 was hij officieel stierenvechter in Madrid en vocht een rivaliteit uit met Lagartijo. Hij trok zich terug uit de arena nadat hij op 11 juni 1900 in Las Ventas, Madrid naar zijn zin niet eerlijk behandeld werd en stierf in zijn geboortestad in 1941.
Guerrita's tante was getrouwd met Pepete die stierf in de arena van Las Ventas in het jaar dat Guerrita werd geboren.